# Franz Barwig der Ältere

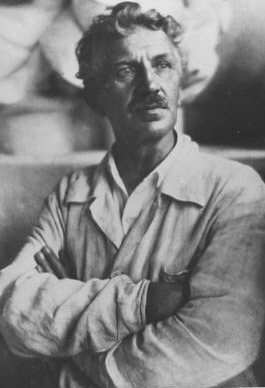
Franz Barwig der Ältere, um 1925

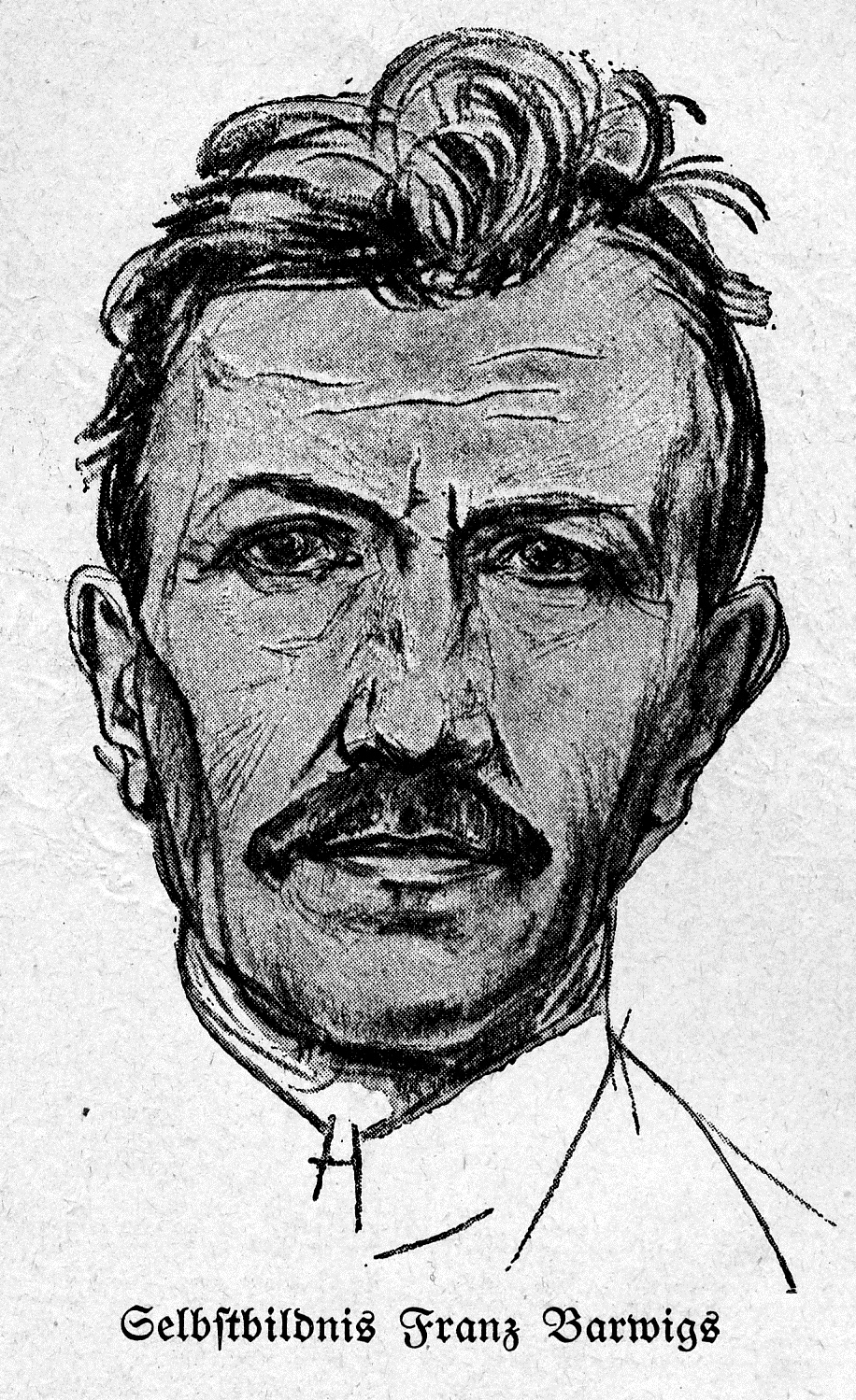
Franz Barwig, Selbstporträt, 1923

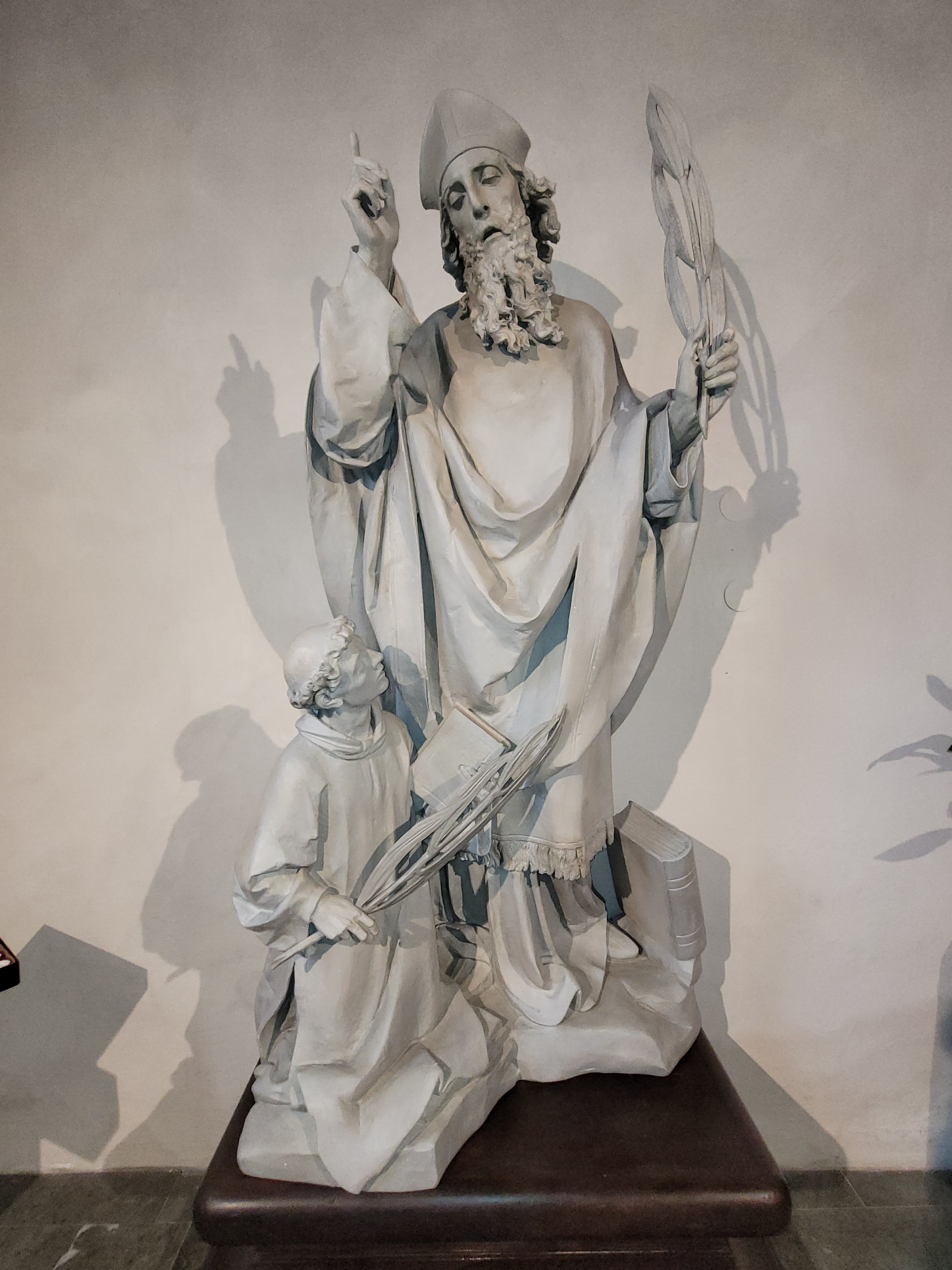
Hermagoras um 1905, von Franz Barwig d. Ä., Pfarrkirche Hermagor

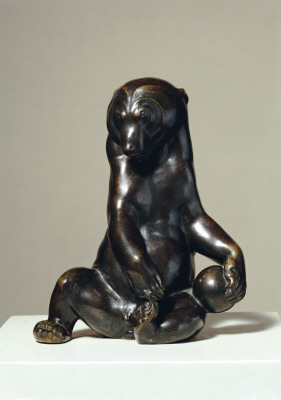
Spielender Bär, nach 1910

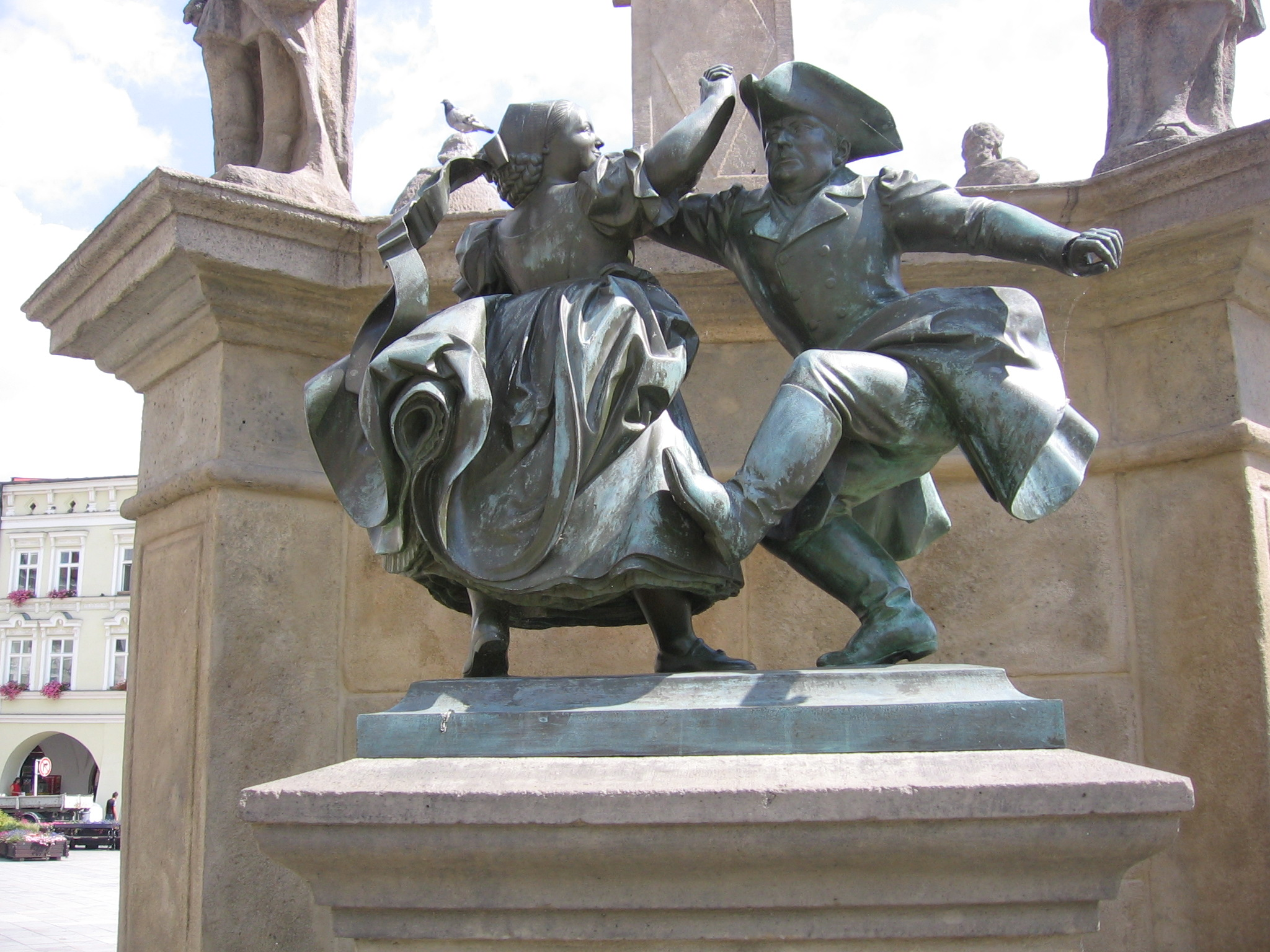
Kuhländler Bauernbrunnen am Stadtplatz von Neutitschein

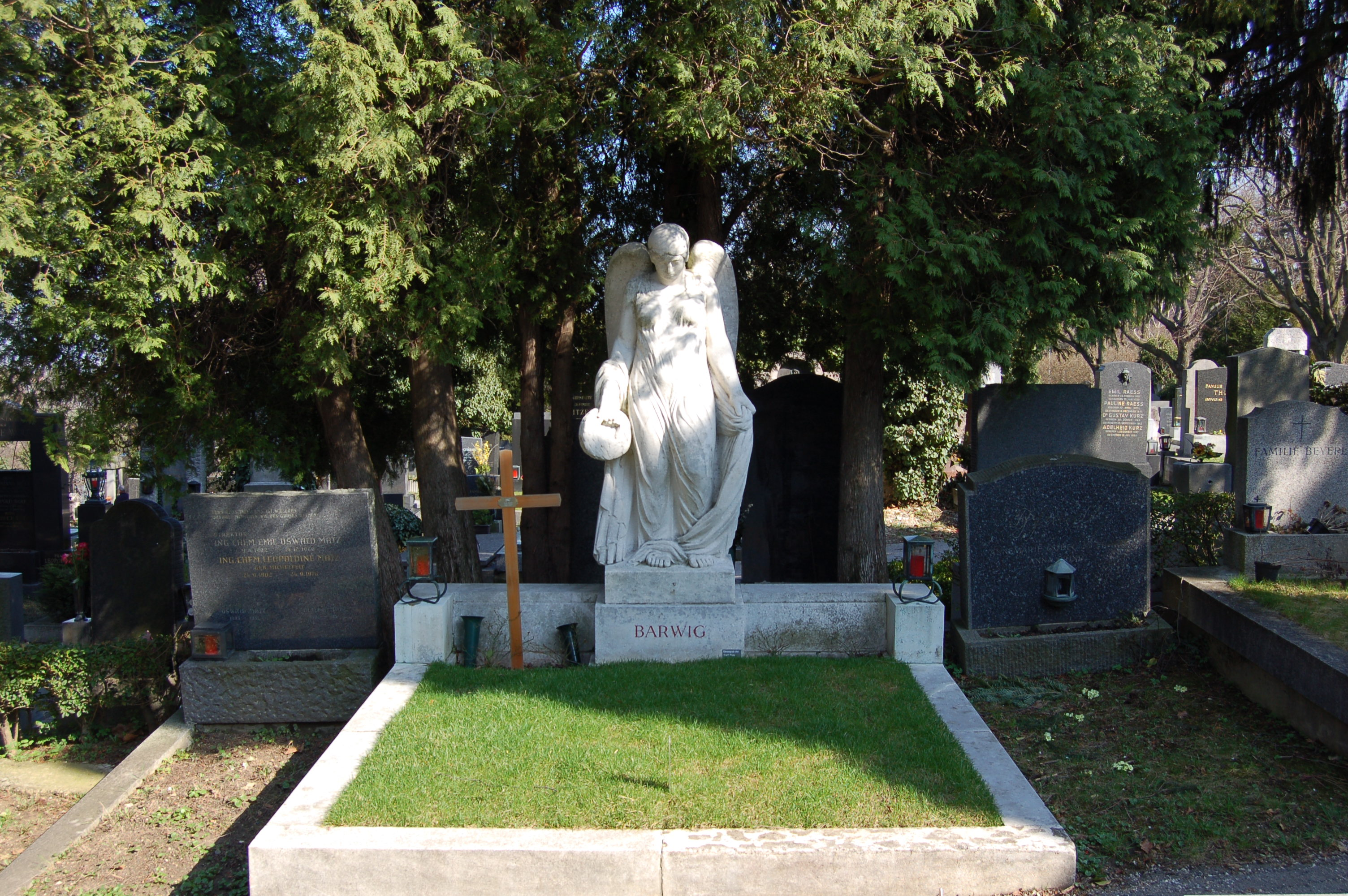
Grabmal von Franz Barwig auf dem Neustifter Friedhof

Franz Barwig der Ältere (* 19. April 1868 in Schönau, Nordmähren; † 16. Mai 1931 in Wien) war ein österreichischer Bildhauer.

## Leben
Der aus Mähren stammende Franz Barwig war der Sohn eines Kleinbauern. Schon als Jugendlicher schnitzte er Holzfiguren und trug nach dem Tod seines Vaters damit zum Unterhalt der Familie bei. Er besuchte 1888–1897 die Kunstgewerbeschule in Wien bei Hermann Klotz. Ab 1890 war er nebenbei auch bereits freischaffend tätig. 1903 wurde der Sohn Franz Barwig der Jüngere geboren, der später ebenfalls Bildhauer wurde. 1904 unterrichtete er an der Fachschule für Holzverarbeitung in Villach, 1908 arbeitete er im Lehrmittelbüro des Österreichischen Museums für Kunst und Industrie in Wien. Im gleichen Jahr wirkte er bei der Gestaltung des Jubiläumsfestzuges zum 60-jährigen Regierungsjubiläum von Kaiser Franz Joseph mit.
In den Jahren von 1909 bis 1921 war Franz Barwig Professor für Bildhauerei an der Wiener Kunstgewerbeschule. Nachdem er seine Lehrtätigkeit freiwillig beendet hatte, lebte er nur mehr als freier Künstler in Wien und arbeitete unter anderem für die Keramos Wien. Von 1925 bis 1927 hielt er sich in den Vereinigten Staaten auf, wo er im Auftrag des Architekten Josef Maria Urban die plastische Ausgestaltung der Villenanlage Mar-a-Lago in Palm Beach durchführte.
Seit 1906 war er Mitglied des Hagenbundes und seit 1925 der Wiener Secession. Nach seiner Rückkehr aus Amerika konnte sich Franz Barwig nicht mehr in die heimische Kunstszene eingliedern und starb 1931 durch Suizid. Er wurde auf dem Neustifter Friedhof bestattet. 1938 wurde zu seinen Ehren die Spitzergasse in Wien-Währing in Barwiggasse umbenannt. Da diese 1945 wieder ihren ursprünglichen Namen zurückerhielt, widmete man Barwig 1954 den Franz-Barwig-Weg (ebenfalls in Währing).
Zu den Schülern Franz Barwigs zählten u. a. der Bildschnitzer Jakob Löw, die Bildhauer Otto Zirnbauer, Hans Pontiller und Max Domenig.

## Leistung
Franz Barwig war einer der wichtigsten österreichischen Bildhauer zur Zeit des Jugendstils. Er arbeitete vor allem in Holz und schuf zahlreiche Tierplastiken wie auch Akte. Barwig beschäftigte sich auch mit sakraler Kunst. Er versuchte Elemente der Moderne mit der Tradition zu vereinen.
Barwig begann als Holzbildhauer und war zunächst der an der Kunstgewerbeschule vermittelten traditionellen Kunst verbunden. Mit seiner Teilnahme an den Ausstellungen des Hagenbundes ab 1905 fand er zu einem eigenen Stil und arbeitete im Flachschnitt. Um 1910 entwickelte er das für ihn typische Interesse an Tierdarstellungen, für die er Studien im Tiergarten Schönbrunn durchführte. Er setzte sich außerdem mit der Kunst der Secession auseinander und begann erstmals mit anderen Materialien, vor allem Bronze zu arbeiten. Neben Akten und Tieren schuf er auch Darstellungen von Bauern. Besonders nach dem Ersten Weltkrieg verlor er zunehmend die Verbindung mit dem zeitgenössischen Kunstschaffen, da er einer auf dem Handwerklichen beruhenden Kunstauffassung, die Schönheit und Sittlichkeit verbinden wollte, treu geblieben war, also im Wesentlichen einem secessionisten Stil.

## Werke (Auswahl)
- Kreuzwegstationen in der Kirche Wien-Weinhaus
- Auskachelung des Treppenhauses in Wien 8, Friedrich-Schmidt-Platz 8
- Hermagoras für die Pfarrkirche Hermagor, um 1905, Holz ca. 200 cm
- Spielender Bär (Wien, Österreichische Galerie Belvedere, Inv. Nr. 1994), nach 1910, Bronze, 26 cm
- Jüngling (Wien, Österreichische Galerie Belvedere), 1913/1914, Eichenholz
- Springendes Zicklein (Wien, Österreichische Galerie Belvedere, Inv. Nr. 2162), vor 1921, Bronze, 13,8 cm
- Goldene Muttergottes in der Kirche St. Othmar unter den Weißgerbern in Wien-Landstraße
- Weihnachtskrippe in St. Agatha zu Hausleiten, NÖ, 1924
- Bauernbrunnen vor der Mariensäule in Nový Jičín, 1929

## Ausstellungen
- Franz Barwig der Ältere. Österreichische Galerie Belvedere, Wien 2014.
- Franz Barwig der Ältere. 1868 - 1931 Österreichische Galerie Belvedere, Wiener Festwochen 1969.